# そのまま/White Message
「そのまま／White Message」（そのまま／ホワイト メッセージ）は、SMAPの42作目のシングル。2008年3月5日にビクターエンタテインメントから発売された。

## メディアでの使用
- 「そのまま」は、稲垣吾郎主演のテレビドラマ、TBS系『日曜劇場・佐々木夫妻の仁義なき戦い』の主題歌及びNTT東日本「フレッツ光」のCMソング。草彅剛以外のメンバー主演のドラマにSMAPの楽曲が使用されるのは、28枚目のシングル『たいせつ』より、約10年ぶりとなる。2008年1月7日の同ドラマの公式記者会見で、この曲が主題歌となることが発表され、その会見の中で、稲垣は「夫婦愛を歌った曲で、こういう曲を歌うのは久しぶり」と語っている。「そのまま」の作詞・作曲は、MONKEY MAJIKが手掛けている（ただし、クレジットはメンバー名義）。「言葉で愛を伝えられない男性から女性に送るラブソング」がテーマになっており、ジャケットデザインは青を基調とし、男性からの愛のメッセージを表現した「ブルーハート」がレイアウトされている。「そのまま」のPVには、メンバーの他に加瀬亮が出演している。2008年3月3日オンエアの『SMAP×SMAP』（フジテレビ）で、PV全編が初披露された。「そのまま」は、曲調がアコースティック調であるため、音楽番組やライブでは木村拓哉が、アコースティック・ギターを弾いている。「そのまま」は、2008年9月24日に発売のアルバム『super.modern.artistic.performance』にも収録されている。後に、MONKEY MAJIKによる本作のセルフカバーが2015年10月21日発売の「MONKEY MAJIK BEST -A.RI.GA.TO-」に収録された。
- 「White Message」は、2008年3月10日オンエアの『SMAP×SMAP』で初披露され、同月14日のオンエアの『僕らの音楽』で披露された。サマンサタバサとのコラボレーション企画「Happy White day　SMAP "White Message" with Samantha Thavasa」が、2008年3月7日 - 14日に展開された。期間中、サマンサタバサグループの全国約170店舗で、ハート型のチャームの付いた同曲のオリジナルジャケットCDが、毎日個数限定で販売された他、プレミアムショッピングバッグのサービス、公募で寄せられた中から選ばれた大切な人へのメッセージに対し、非売品のオリジナルバッグ「ブルーハートオルラーレ」が贈られる「White Message」コンテストが実施された。[3][4]この限定盤CDは「そのまま」と「White Message」の収録順が逆になっており（Back Trackについても同様）、ジャケットイメージは「White Message」がメインとなっている。

## A面について
媒体によって扱いが異なる。両A面として表記しているのはビクター側のみで、ジャケットや歌詞カードなどCD本体は「そのまま」単独A面表記となっていて「White Message」はC/W扱いとなっている。ジャニーズ事務所のサイトである「Johnnys Web」のSMAPのディスコグラフィーも「そのまま」単独A面表記である。またメンバー自身も「そのままの"カップリング"」とラジオ等で発言していた。しかし前述のように「White Message」が1曲目になった限定盤CD（STCD-0001）が存在し、そちらでは逆に「White Message」が単独A面表記となっている。C/Wやアルバム曲のPVは収録せずにA面曲のみを収録した『Clip! Smap! コンプリートシングルス』においては「White Message」をライブ映像で収録して両A面扱いとしている。

## チャート成績
2008年3月17日付オリコン週間シングルチャートにおいて初登場1位を獲得した。SMAPにとって同チャートでの1位獲得は「freebird」から9作連続、通算20作目となった。TOP10獲得数はデビューから42作連続となり、通算TOP10獲得数でサザンオールスターズと並ぶ歴代1位タイとなった。初動売上は約11.5万枚であった。

## 収録曲

### 通常盤
1. そのまま
作詞:Blaise、Maynard、tax, 作曲:Blaise、Maynard, 編曲:川端良征
  - 稲垣吾郎主演 TBS系日曜劇場『佐々木夫妻の仁義なき戦い』主題歌
  - SMAP出演 NTT東日本「フレッツ光」CMソング
2. White Message
作詞:飯岡隆志, 作曲:J.Y.Park "The Asiansoul", 編曲 Tae Kwon、谷口尚久、J.Y.Park "The Asiansoul"
3. そのまま（Back Track）
4. White Message（Back Track）

### サマンサタバサ限定盤
1. White Message
2. そのまま
3. White Message（Back Track）
4. そのまま（Back Track）

## 初回限定封入特典
ブルーハートシール。

## 楽曲の収録アルバム
- super.modern.artistic.performance（#1）